# 甲斐大島駅
甲斐大島駅（かいおおしまえき）は、山梨県南巨摩郡身延町大島にある、東海旅客鉄道（JR東海）身延線の駅である。

## 歴史
- 1919年（大正8年）4月8日：富士身延鉄道線が南部内船駅から延伸、その終着駅として開設[1]。旅客・貨物取扱開始[2]。
- 1920年（大正9年）5月18日：富士身延鉄道線が身延駅まで延伸[1]。
- 1938年（昭和13年）10月1日：富士身延鉄道を鉄道省（国鉄の前身）が借上げ[1][2]。
- 1941年（昭和16年）5月1日：国有化され、鉄道省身延線の駅となる[1]。
- 1972年（昭和47年）9月20日：荷物扱い廃止[2]。
- 1978年（昭和53年）4月1日：貨物取扱廃止[2]。
- 1983年（昭和58年）6月1日：駅員無配置駅となる[3]。
- 1987年（昭和62年）4月1日：国鉄分割民営化に伴い、JR東海の駅となる[1][2]。
- 2000年（平成12年）2月：2代目駅舎に改築。

## 駅構造
島式ホーム1面2線を有する地上駅。側線が2本ある。一つは構内身延方で本線から西側に分岐し、内船方面に進んで駅舎の脇に至る。もう一つはその側線の途中で身延方面の西側に分岐し、駅構内身延方の西外れにある車庫に至る。線路はほぼ南北に走り駅舎はその西側にある。のりばは駅舎側から1番線、2番線で、それぞれ甲府方面、富士方面列車が発着する。
ホーム内船方端は緩やかな坂となっていて、これを下ったところから1番線の線路を越えて駅舎へ構内踏み切り（遮断機・警報機付）が伸びている。開業当初の駅舎は木造平屋建ての建築物であったが、2000年（平成12年）2月に簡易な平屋建の2代目駅舎に改築され、内部には待合所と業務用の倉庫がある。
その他当駅にはホーム上に木造待合所がある。身延駅管理の無人駅で自動券売機設置は無く、切符購入は出来ない。

### のりば
| 番線 | 路線      | 方向 | 行先           |
| ---- | --------- | ---- | -------------- |
| 1    | CC 身延線 | 下り | 身延・甲府方面 |
| 2    | CC 身延線 | 上り | 富士方面       |

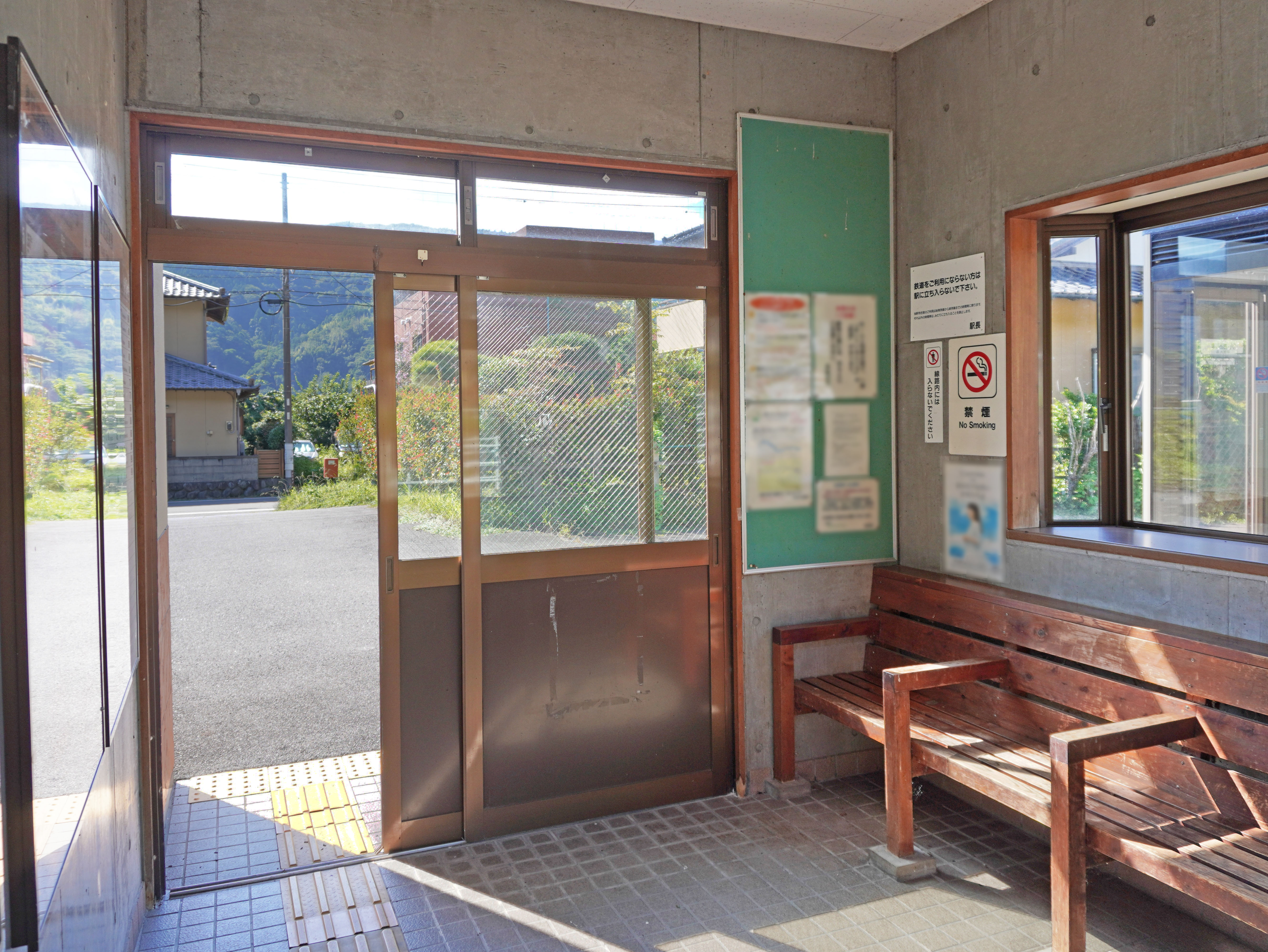
待合室（2022年9月）
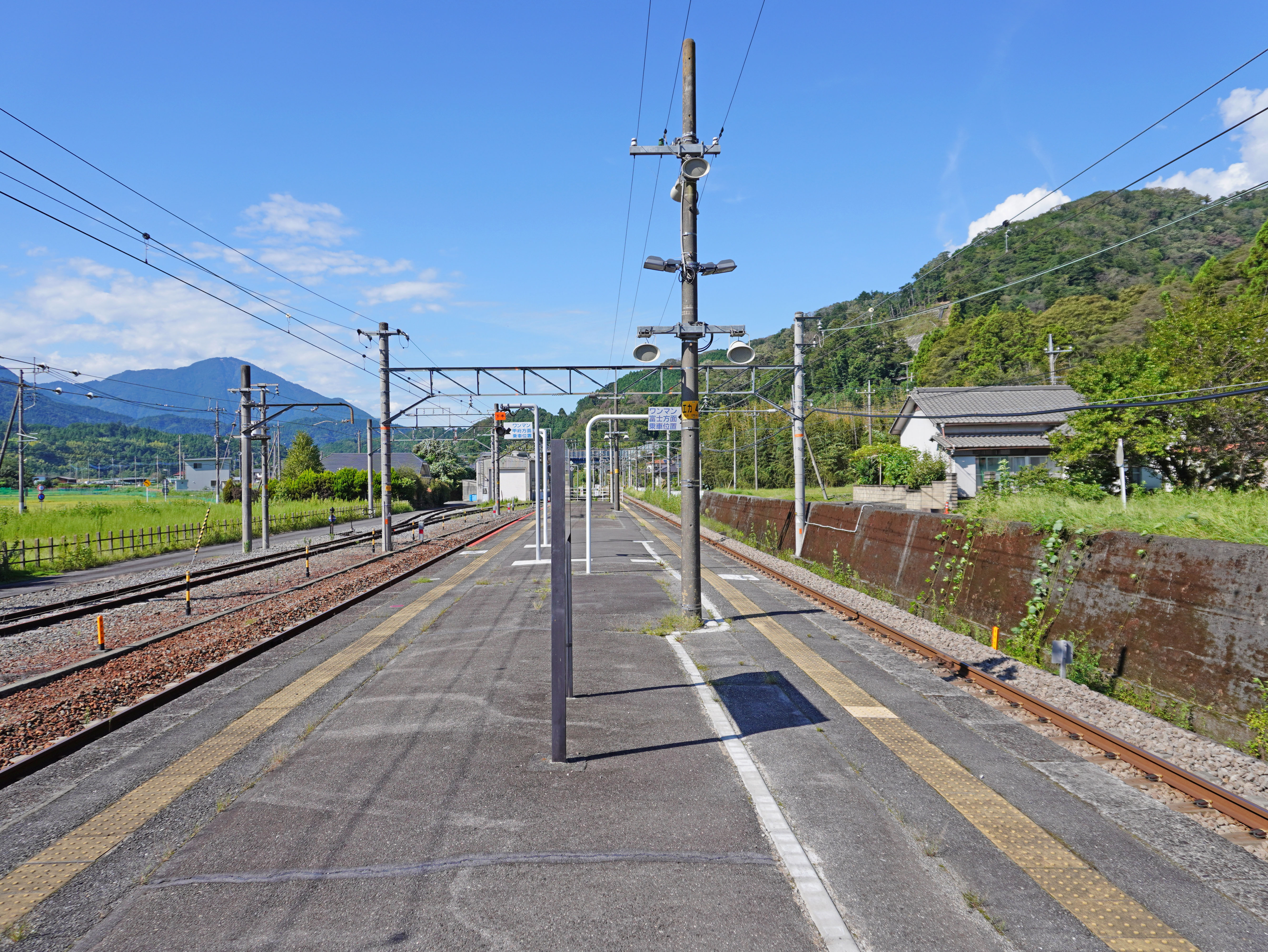
ホーム（2022年9月）
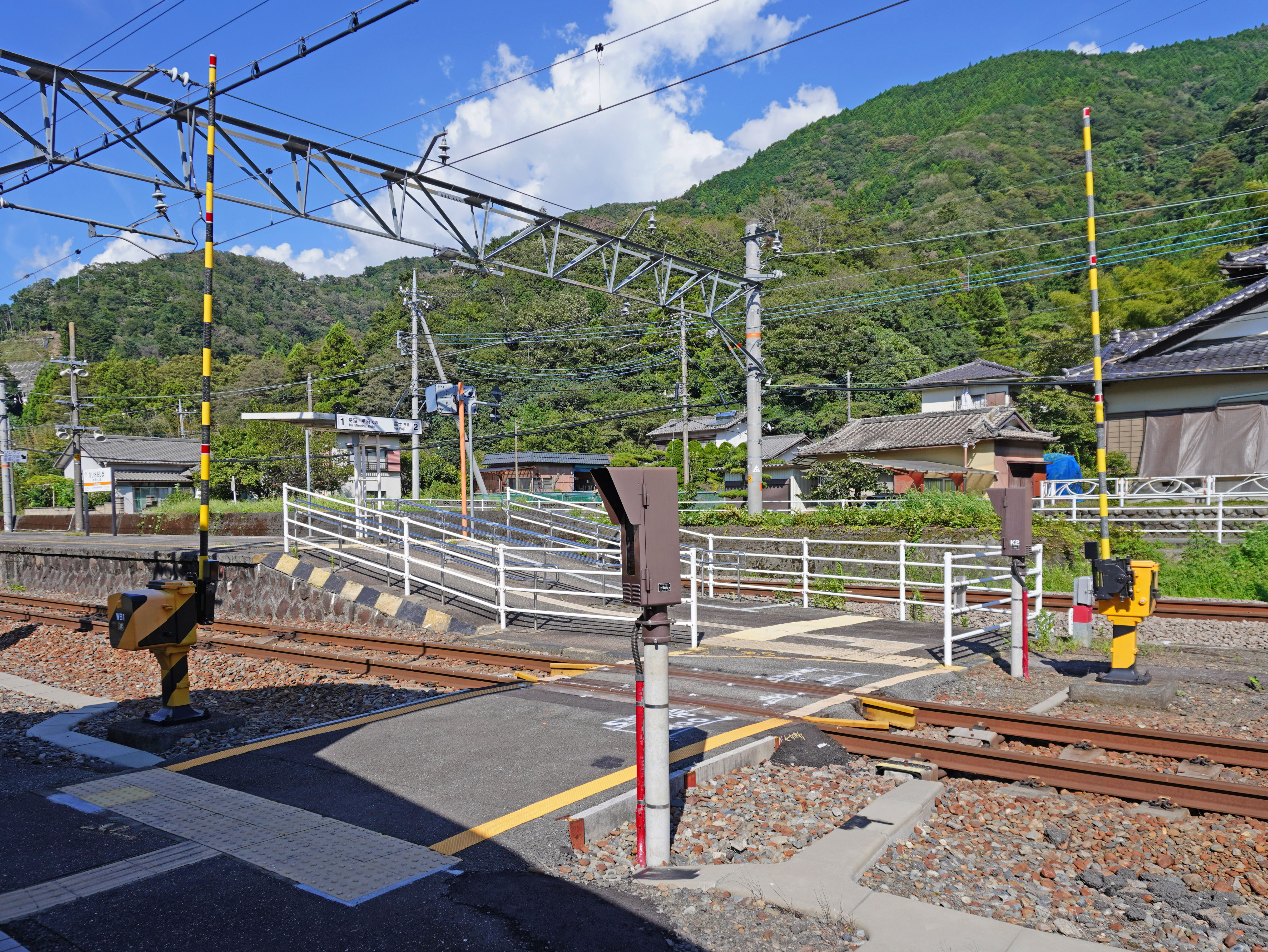
構内踏切（2022年9月）

## 利用状況
1日平均乗車人員は以下の通り。
| 乗車人員推移 | 乗車人員推移 |
| 年度         | 1日平均人数  |
| ------------ | ------------ |
| 2006         | 16           |
| 2007         | 12           |
| 2008         | 8            |
| 2009         | 9            |
| 2010         | 8            |
| 2011         | 7            |
| 2012         | 8            |
| 2013         | 7            |
| 2014         | 5            |
| 2015         | 5            |
| 2016         | 4            |
| 2017         | 5            |
| 2018         | 4            |

## 駅周辺
駅周辺は富士川沿いに田畑が開け、富士川に並行して走る県道10号に沿って小さな集落がある。富士川の対岸の、富士川から少し入った所に身延町光子沢という地域があり、国道52号や県道813号が通り、集落が点在している。しかし橋が無いため当駅からの移動は不便である。

## 隣の駅
東海旅客鉄道（JR東海）
CC 身延線
内船駅 - 甲斐大島駅 - 身延駅